# Y Waun
Y Waun (en anglès, Chirk) és una ciutat del nord-est de Gal·les, en el comtat de Wrecsam.

## Història i restes històriques
Y Waun forma part del comtat de Wrecsam d'ençà el 1996, a causa de la reorganització del govern local de la Local Administration Act (Wales) del 1994. Anteriorment formà part del comtat administratiu de Denbighshire i de l'històric Clwyd. A un quilòmetre i mig a l'est de la ciutat comença el comtat de Shropshire, ja a Anglaterra.

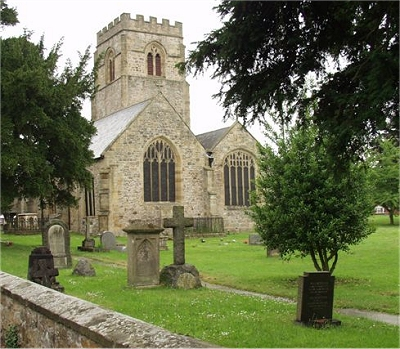
Església Parroquial de Santa Maria a Y Waun

El nom "Y Waun" és força comú -amb diverses variacions- arreu de Gal·les. Etimològicament sembla que és una derivació de la paraula gwaun: zona pantanosa, erm.
Les restes històriques importants més antigues que es conserven a prop de la població són un tram de la Fossa de n'Offa (un mur del 300 quilòmetres, fet erigir en el segle VIII pel rei Offa de Mèrcia). Dos-cents anys més tard, la conquesta normanda de la zona portà la construcció de l'Eglwys y Waun (L'Església de l'erm), a començaments del segle xi.
Com a resultat de la derrota de Llywelyn ap Gruffudd, el darrer príncep gal·lès independent, a mans d'Eduard I d'Anglaterra, al segle xiii es creà el comtat de marca de Chirklands. Aquest passà a Roger Mortimer, que començà a construir el castell d'Y Waun el 1295. Posteriorment, la propietat passà el 1595 a la família Myddleton, que la conservà per tres segles fins que el 2004 la traspassà al National Trust.

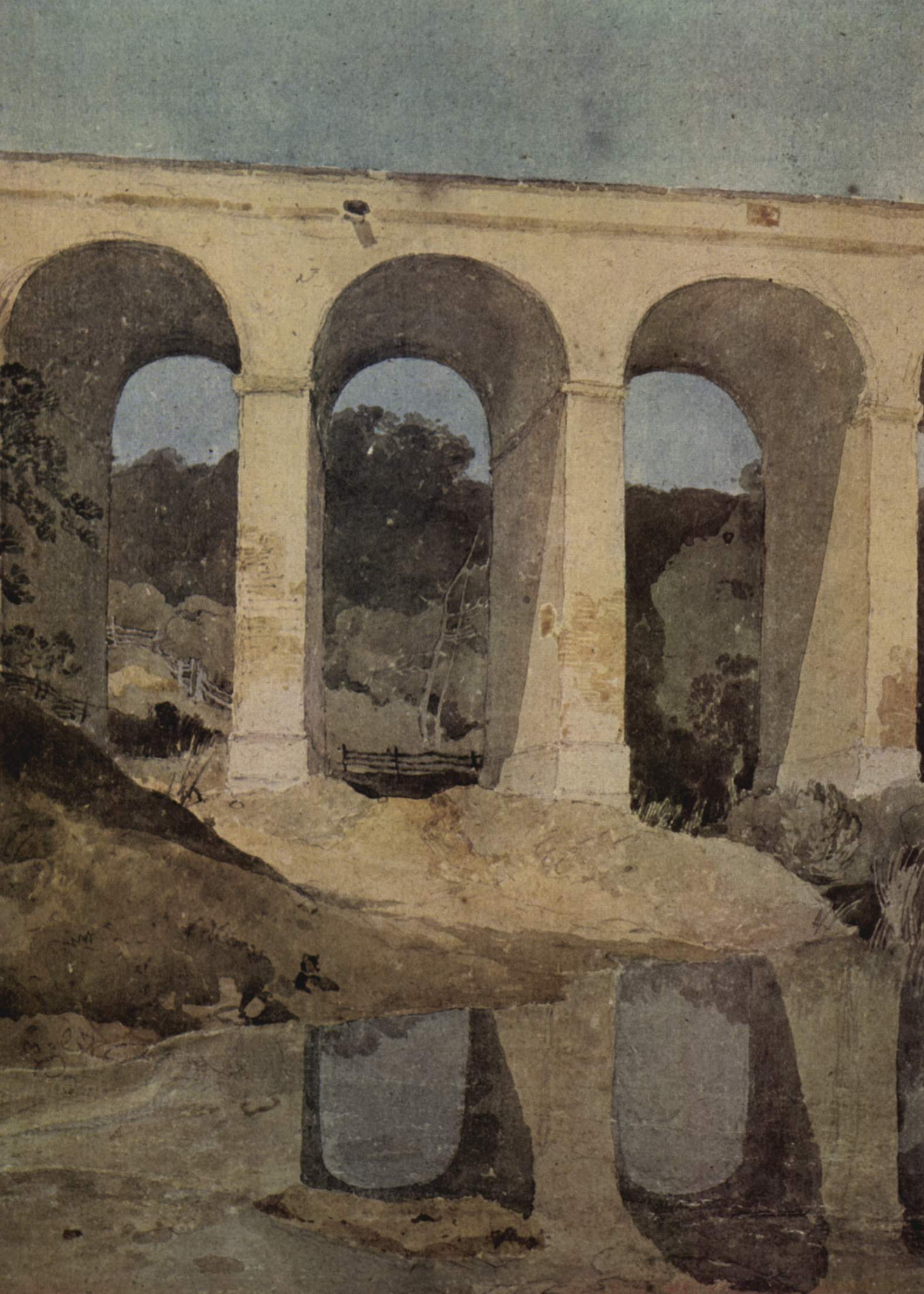
L'aqüeducte de Chirk, John Sell Cotman, ca. 1804.

En el segle xv s'amplià l'església amb una segona nau, la nau nord; amb diverses alteracions, l'edifici ha arribat a l'actualitat com a lloc de culte. Anteriorment dedicat a Sant Tysilio, fou rededicat a Santa Maria. En el seu interior s'hi conserven monuments funeraris de les dues famílies importants de la comarca, els Myddleton del castell d'Y Waun, i la família Trevor de Brynkinallt Hall.
L'àrea que envolta la ciutat fou des del segle xvii una zona minaire dedicada a l'extracció de carbó. Les mines més grans eren la "Black Park" (de les més antigues del nord de Gal·les) i la Bryncunallt (en anglès, Brynkinallt). L'activitat s'hi acabà definitivament en els 60.
Es conserven restes del parador de les diligències de l'antiga línia postal que anava de Londres a Caergybi (i d'allí a Irlanda) per la A5. De la mateixa època és l'aqüeducte bastit el 1801 per Thomas Telford, que permetia el canal de Llangollen creuar la vall del riu Ceiriog. El tren de Chester a Rhiwabon es prolongà el 1848 pel sud de Shrewsbury amb estacions a Llangollen Road (al suburbi de Whitehurst) i Y Waun centre; al sud de la ciutat, Henry Robertson hi construí un viaducte per portar la línia a la vall del Ceiriog.
El 1870 s'obrí una línia de tren de via estreta per dur al canal el mineral extret de les pedreres i mines de Glyn Ceiriog; originalment de tracció animal, fou reconvertit al vapor el 1888. Subsistí fins al 1935.

## Actualitat

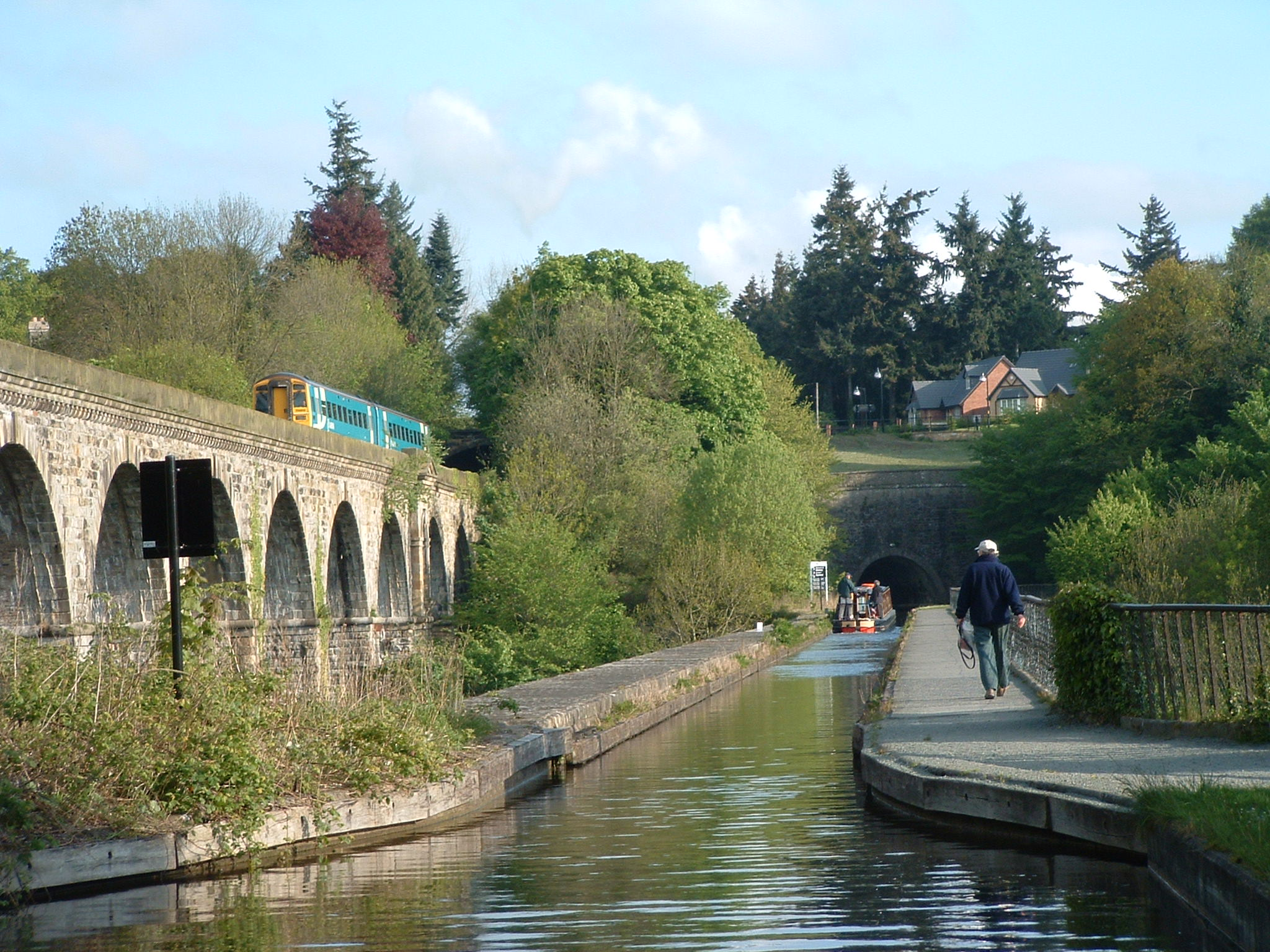
Paisatge en direcció Y Waun. Vista de l'aqüeducte i el viaducte

El Ceiriog Memorial Institute, a la vall del Ceiriog, a l'oest d'Y Waun, conserva una col·lecció de cultura gal·lesa única en el món. Va ser fundat a començaments del segle xx per preservar la llengua i cultura gal·leses per a les futures generacions.
Avui en dia, les principals indústries de la població són la fusta (Kronospan) i la fabricació de xocolata (Cadburys).
Residents notables han estat el futbolista Mike Jones, des de 1989 fins al present (2007), i el també jugador Billy Meredith, a la plantilla titular del Manchester United entre 1906 i 1921. El poeta R. S. Thomas hi exercí el sacerdoci entre 1936 i 1940.
Autobusos de línia comuniquen Y Waun amb Newbridge, Rhosymedre, Plas Madoc (els tres a la comunitat de Cefn), Rhiwabon, Johnstown, Rhostyllen i Wrecsam; Gobowen i Weston Rhyn i Oswestry.